# Junkanoo
Junkanoo, er en festival, der af holdes på Bahamas, hvert år, den 26. december og den 1. januar.